# John George Smyth
Sir John George Smyth, britanski general, * 1893, † 1983.